# Amphitarsus spinifer
Amphitarsus spinifer är en ormstjärneart som beskrevs av Schoener 1967. Amphitarsus spinifer ingår i släktet Amphitarsus och familjen trådormstjärnor. Inga underarter finns listade i Catalogue of Life.